# Low Reef
Das Low Reef (englisch für Niedriges Riff) ist ein Felsenriff im Archipel Südgeorgiens. Es erstreckt sich vor dem östlichen Ende von Annenkov Island über eine Länge von 1,5 km.
Der Name Low Rock ist auf einer Landkarte der britischen Admiralität aus dem Jahr 1931 für einen Klippenfelsen am nordöstlichen Ende des Riffs verzeichnet. Der South Georgia Survey nahm im Zuge seiner von 1956 bis 1957 durchgeführten Vermessungen in diesem Gebiet eine Anpassung der Benennung vor, auch um eine eindeutige Abgrenzung vom benachbarten Hauge Reef zu erzielen.